# David Guest
David Guest, né le 21 août 1981 à Burnie, est un joueur australien de hockey sur gazon.

## Palmarès
- Médaille de bronze aux Jeux olympiques de Pékin en 2008[1]